# Aetheodontus besanensis
Aetheodontus besanensis è un pesce osseo estinto, appartenente ai perleidiformi. Visse nel Triassico medio (Anisico/Ladinico, circa 244-240 milioni di anni fa) e i suoi resti fossili sono stati ritrovati nei famosi giacimenti di Besano e Monte San Giorgio, tra Italia e Svizzera.

## Descrizione
Questo pesce era di piccole dimensioni e solitamente non superava la lunghezza di 8 centimetri. Il corpo era fusiforme e il cranio era dotato di un muso smussato; la coda era quasi simmetrica. Le pinne erano ben sviluppate, e la pinna dorsale era posta appena dopo la metà del corpo. La dentatura, ben sviluppata, era costituita da denti appuntiti simili a scalpelli sulla mascella e da un grande numero di denti molariformi sia nella mandibola che nell'arco palatale. Le scaglie erano piccole e romboidali, con uno spesso strato di ganoina. 

## Classificazione
Descritto per la prima volta nel 1939 da Brough, Aetheodontus besanensis è noto per alcuni fossili ben conservati provenienti dai giacimenti di Besano e di Monte San Giorgio. Aetheodontus sembrerebbe essere un tipico rappresentante dei perleidiformi, un gruppo eterogeneo di pesci ossei dalle caratteristiche miste, a metà strada tra gli arcaici paleonisciformi e i più derivati olostei. Caratteristiche dentarie simili si riscontrano anche in Meridensia e nel grande Colobodus.

## Paleobiologia
Le grandi placche con denti molariformi sia sulla mandibola che sull'arco palatale indicano che questo pesce doveva nutrirsi di prede dal guscio duro. La posizione delle pinne potrebbero indicare che Aetheodontus fosse un nuotatore abbastanza veloce.